# Семёновка (приток Чёрной)
Семёновка — река в России, протекает по территории Шолоховского района Ростовской области; левый приток реки Чёрной в 23 км от её устья. Длина реки — 15 км, площадь водосборного бассейна — 184 км².

## Описание
Река Семёновка берёт начало юго-восточнее хутора Сингиновский Шолоховского района. Протекая вдоль автодороги районного значения, пересекает хутор Максаевский и в хуторе Кружилинский впадает в реку Чёрную (приток Чира). Левыми притоками Семёновки являются две реки без названия.

## Данные водного реестра
По данным государственного водного реестра России относится к Донскому бассейновому округу, водохозяйственный участок реки Чир. Речной бассейн реки — Дон (российская часть бассейна).
Код объекта в государственном водном реестре — 05010300812107000009634.